# Sympherobius axillaris
Sympherobius axillaris är en insektsart som beskrevs av Navás 1928. Sympherobius axillaris ingår i släktet Sympherobius och familjen florsländor. Inga underarter finns listade i Catalogue of Life.